# Geoica setariae
Geoica setariae är en insektsart. Geoica setariae ingår i släktet Geoica och familjen långrörsbladlöss. Inga underarter finns listade i Catalogue of Life.